# Chwarszczany
Chwarszczany is een dorp in de Poolse woiwodschap West-Pommeren. De plaats maakt deel uit van de gemeente Boleszkowice.

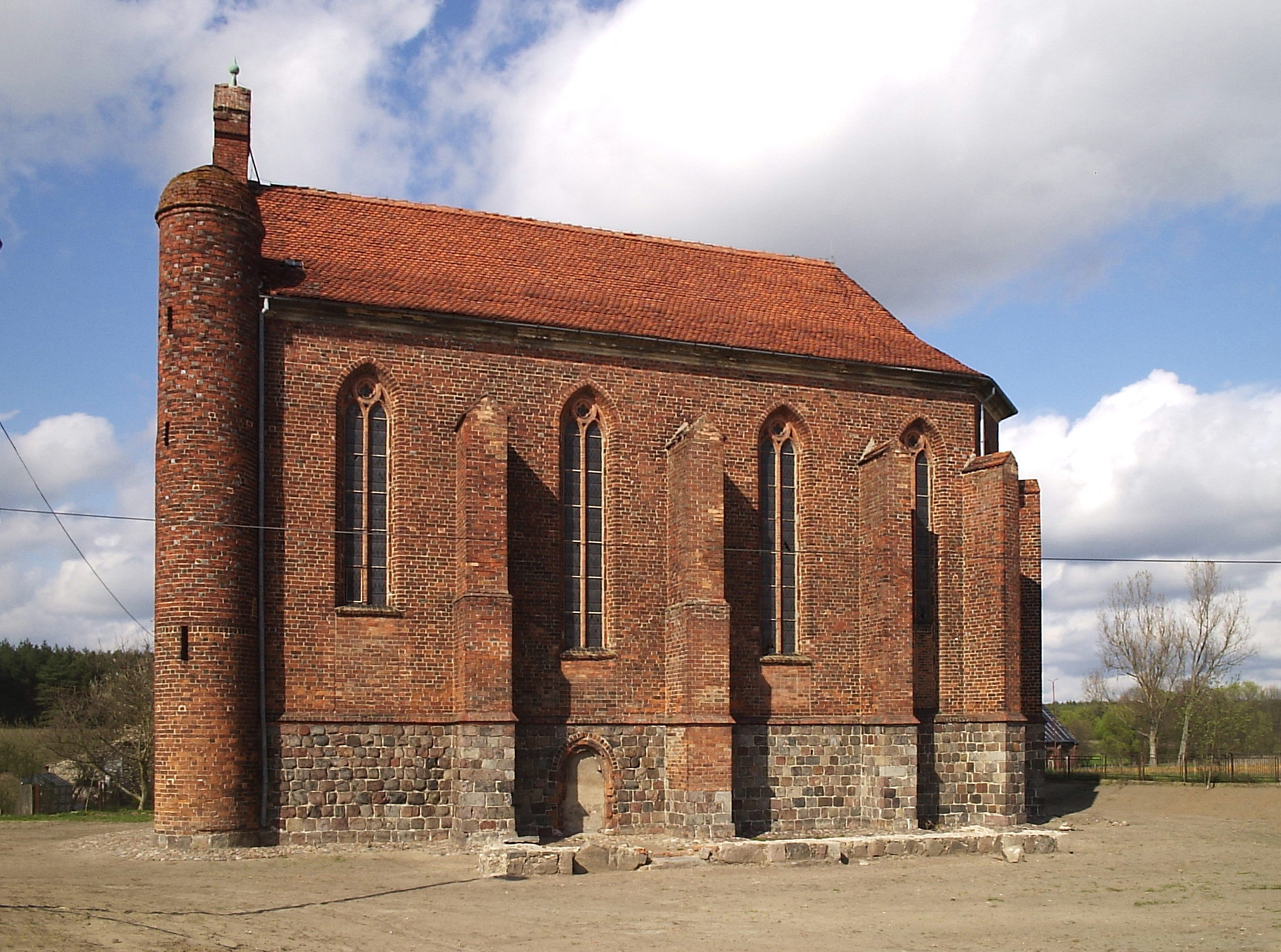
Chwarszczany, kerk der Tempeliers